# Rivière des Îles Brûlées
La rivière des Îles Brûlées est un affluent de la rive ouest de la rivière Chaudière laquelle coule vers le nord pour se déverser sur la rive sud du fleuve Saint-Laurent. Elle coule dans la municipalité de Saint-Bernard, dans la municipalité régionale de comté (MRC) de La Nouvelle-Beauce, dans la région administrative de Chaudière-Appalaches, au Québec, au Canada.

## Géographie
Les principaux bassins versants voisins de la rivière des Îles Brûlées sont :
- côté nord : cours d'eau Bougie, rivière Chaudière ;
- côté est : rivière Vallée, rivière Chaudière ;
- côté sud : rivière Vallée, Bras d'Henri, rivière Beaurivage ;
- côté ouest : Petit Bras d'Henri, rivière Beaurivage.

La rivière des Îles Brûlées prend sa source en zone agricole au nord-ouest de la route du rang Saint-Henri, dans la municipalité de Saint-Bernard. Cette zone de tête est située à 5,5 km au sud-ouest du centre du village de Saint-Bernard, à 7,1 km à l'ouest de la rivière Chaudière et à 7,1 km à l'est du centre du village de Saint-Patrice-de-Beaurivage.
À partir de sa source, la rivière des Îles Brûlées" coule sur 13,0 km répartis selon les segments suivants :
- 2,1 km vers le nord, jusqu'à une route de campagne ;
- 2,0 km vers le nord-est, jusqu'à la route du rang Saint-Luc ;
- 2,9 km vers le nord-est, jusqu'à la route du rang Saint-Georges-Ouest qui traverse le village de Saint-Bernard ;
- 1,7 km vers l'ouest, jusqu'à la confluence du cours d'eau Bougie ;
- 4,3 km vers le nord, jusqu'à sa confluence.

La rivière des Îles Brûlées se déverse sur la rive ouest de la rivière Chaudière, dans Saint-Bernard. Cette confluence est située en aval du pont du village de Scott et en amont du pont de Saint-Lambert-de-Lauzon.

## Toponymie
Le toponyme Rivière des Îles Brûlées a été officialisé le 8 août 1977 à la Commission de toponymie du Québec.